# 3992 Wagner
3992 Wagner (1987 SA7) là một tiểu hành tinh vành đai chính được phát hiện ngày 29 tháng 9 năm 1987, bởi Freimut Börngen ở Tautenburg. Nó được đặt theo tên German composer Richard Wagner.